# Youyang zazu
Das Buch Youyang zazu (chinesisch 酉阳杂俎 Yǒuyáng zázǔ; „Ein bunter Teller von Geschichten von der Südseite des You-Hügels“) wurde von dem chinesischen Gelehrten Duan Chengshi 段成式 (803–863) aus Zibo, Shandong in der Zeit der Tang-Dynastie verfasst.

## Inhalte des Buches
Der Hauptteil (quanji) hat 20 Kapitel (juan), das Supplement (xuji) 10 Kapitel.
Darin werden Geschichten über seltsame oder kuriose Dinge berichtet, es wird aus geheimen Schriften mitgeteilt, von ungewöhnlichen Begebenheiten erzählt, von Daoisten und Buddhisten, Menschen und Geistern, von schlechten und guten Omen, richtigen Voraussagen; außerdem enthält es kleine Geschichten über die verschiedensten Dinge des Alltagslebens, alles in allem ist es eine kunterbunte Mischung: eine wahre Fundgrube zu Legenden, Mythen und Märchen, Anekdoten, inoffizieller Geschichte, Sitten und Gebräuchen und Landeserzeugnissen der Südlichen und Nördlichen Dynastien und der Tang-Dynastie.
Im Folgenden können wir aus dieser bunten Vielfalt daher nur einige Punkte herausgreifen: Das Cendrillon- bzw. Aschenputtel-Märchen und einige Aspekte der chinesischen Ess- und Trinkkultur.

### Aschenputtel/Cendrillon
Das Buch enthält in Kapitel 21 eine frühe Version des klassischen Cendrillon- bzw. Aschenputtel-Märchens. Die Geschichte wurde dem Autor von einem seiner Diener erzählt, der aus dem heutigen Nanning in Guangxi stammte.

### Ess- und Trinkkultur
Der Abschnitt über alkoholische Getränke und Speisen (jiushi 酒食) ist in Kapitel 7 (des Hauptteiles) enthalten. Er besteht hauptsächlich aus einigen Anekdoten über das Essen und Trinken in den Südlichen und Nördlichen Dynastien und der Tang-Dynastie und stellt über 100 Namen von im Benwei (本味)-Kapitel des Lüshi chunqiu sowie anderen Büchern enthaltenen Speisezutaten, alkoholischen Getränke, Gerichten und Gewürzen zusammen sowie die Zubereitungsmethoden von manchen Gerichten aus bereits verlorenen Büchern, wie z. B. dem Shici (食次) oder dem Shi Jing (食经).

## Parallelen zu Zhang Hua
In seiner Art der Anordnung des berichteten Materials und in seinem literarischen Stil ähnelt es dem Buch Bowu zhi 博物志 (Bericht von absonderlichen Dingen) von Zhang Hua 张华 (232–300) aus der Westlichen Jin-Dynastie.

## Einige Drucke und moderne chinesische Ausgaben
Inhalte des Buches sind in vielen alten Büchersammlungen enthalten, z. B. im Siku quanshu, Umfassende Sammlung von Congshu oder dem japanischen Chugoku shokkei sosho. Eine moderne Ausgabe ist 1981 im Verlag Zhonghua shuju in Peking erschienen, eine andere 2001 im Verlag Xueyuan Chubanshe, ebenfalls in Beijing.